# Senecio pyrenaicus
Séneçon des Pyrénées
Espèce
Classification phylogénétique
Le séneçon des Pyrénées (Senecio pyrenaicus) est une espèce de plantes herbacées vivaces de la famille des Asteraceae.
On trouve cette espèce à l'état naturel dans les montagnes du sud-ouest de l'Europe : Pyrénées et montagnes de la péninsule Ibérique. C'est une plante toxique.

## Synonyme
- Senecio tournefortii Lapeyr.

## Remarque
Attention à ne pas confondre Senecio pyrenaicus L. avec Senecio pyrenaicus auct. Godr. qui est en fait Tephroseris helenitis var. discoidea (DC.) Kerguélen